# 西藏滇紫草
西藏滇紫草（学名：Onosma waltonii）是紫草科滇紫草属的植物，是中国的特有植物。分布于中国大陆的西藏等地，生长于海拔3,800米的地区，见于干燥山坡，目前尚未由人工引种栽培。